# يجيه كليمبل
يجيه كليمبل (بالبولندية: Jerzy Klempel) مواليد 23 أبريل 1953 في بولندا - الوفاة 28 مايو 2004 في فروتسواف، كان لاعب كرة يد بولندي معتزل لعب كجناح أيمن. مثل منتخب بولندا لكرة اليد في 224 مباراة. شارك في دورة الألعاب الأولمبية الصيفية سنة 1976.

## الميداليات
| الميدالية | المسابقة                       |
| --------- | ------------------------------ |
| برونزية   | الألعاب الأولمبية الصيفية 1976 |

## روابط خارجية
- يجيه كليمبل على موقع أوليمبيديا (الإنجليزية)
- يجيه كليمبل على موقع اللجنة الأولمبية البولندية (مؤرشف) (البولندية)